# Catedral de São João Batista (São João da Boa Vista)
A Catedral de São João Batista é a sede e o principal templo da Diocese de São João da Boa Vista.

## História

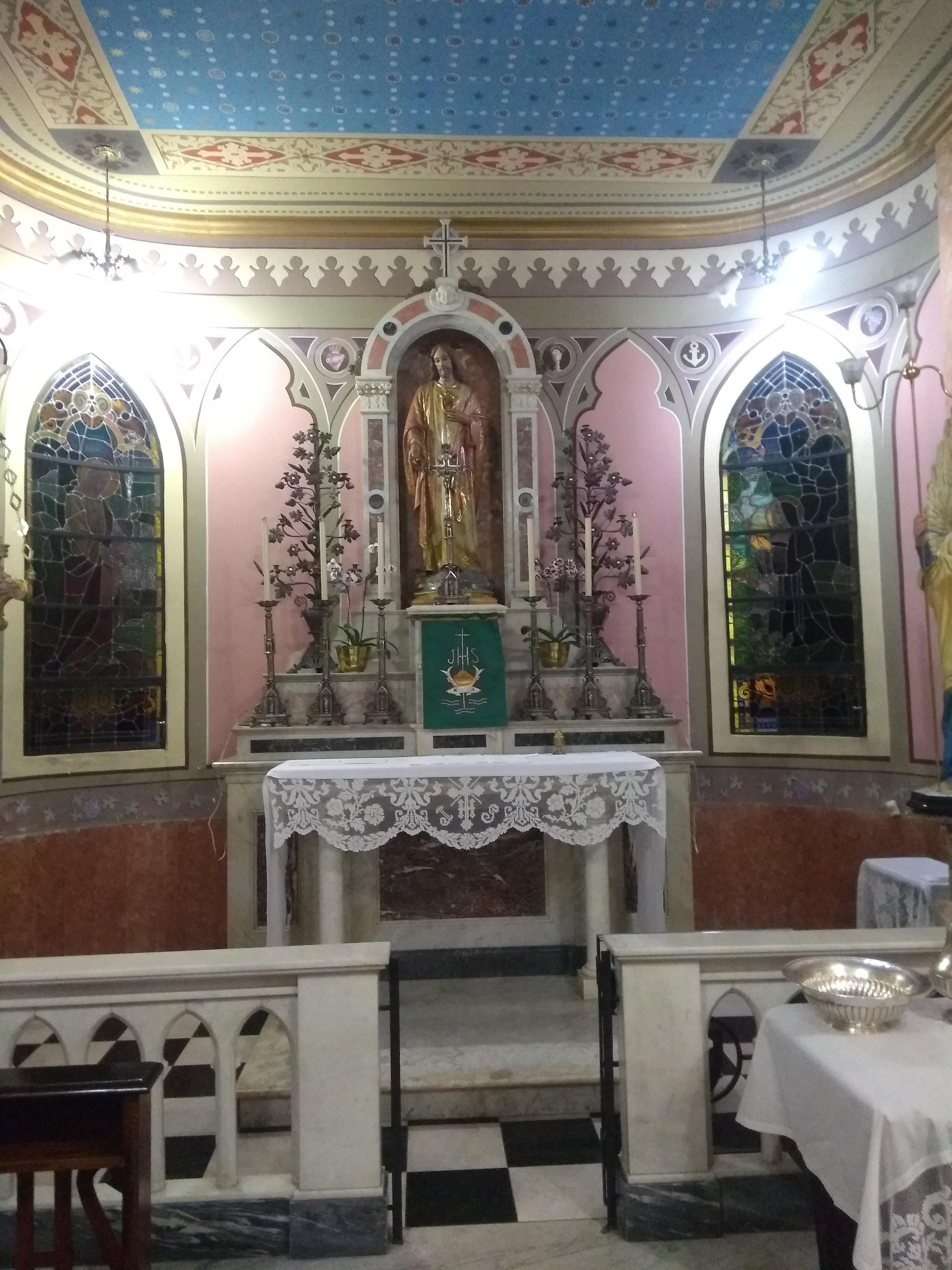
Capela do Santíssimo da atual igreja.

A história da catedral se confunde com a própria história da fundação do povoado de São João da Boa Vista, em algumas propriedades da Fazenda Boa Vista, que eram de propriedade do Padre João Ramalho. O padre doou um de seus terrenos para o início da povoação e de atividades agropecuárias e industriais. O sacerdote chegou ao Brasil em 1800, e era de nacionalidade portuguesa, e até então morava em Mogi Mirim.
A primeira missa celebrada na cidade foi em 24 de junho de 1824, e o padre foi eleito presidente da assembleia popular do município, porém contrariando interesses de agricultores com relação ao uso de uma parte da terra para a construção da nova paróquia de São João Batista, que necessitava ser maior do que a capela existente até então. No início de 1848, é iniciada a construção dessa igreja, e inaugurada em 1853. Durante a missa de consagração da igreja, o padre João Ramalho cai morto.
A construção da atual igreja, que já era necessária por conta do tamanho da igreja antiga, ocorreu entre 1887 e 1890, sendo fruto das contribuições dos fiéis. Foi erguida em tijolo e pedra em estilo neogótico. Entre 1986 e 1990 foram realizadas obras de grande porte, com o objetivo de melhorar aspectos de sua conservação.
A igreja foi consagrada como catedral em 31 de julho de 1960, a partir do momento da criação da Diocese de São João da Boa Vista, pela bula In Similitudinem, do Papa João XXIII. O celebrante dessa cerimônia foi Dom Armando Lombardi, então núncio apostólico do Brasil, além de Dom Luís do Amaral Mousinho, então arcebispo de Ribeirão Preto, e outros bispos, e também autoridades civis e fiéis.

## Interior

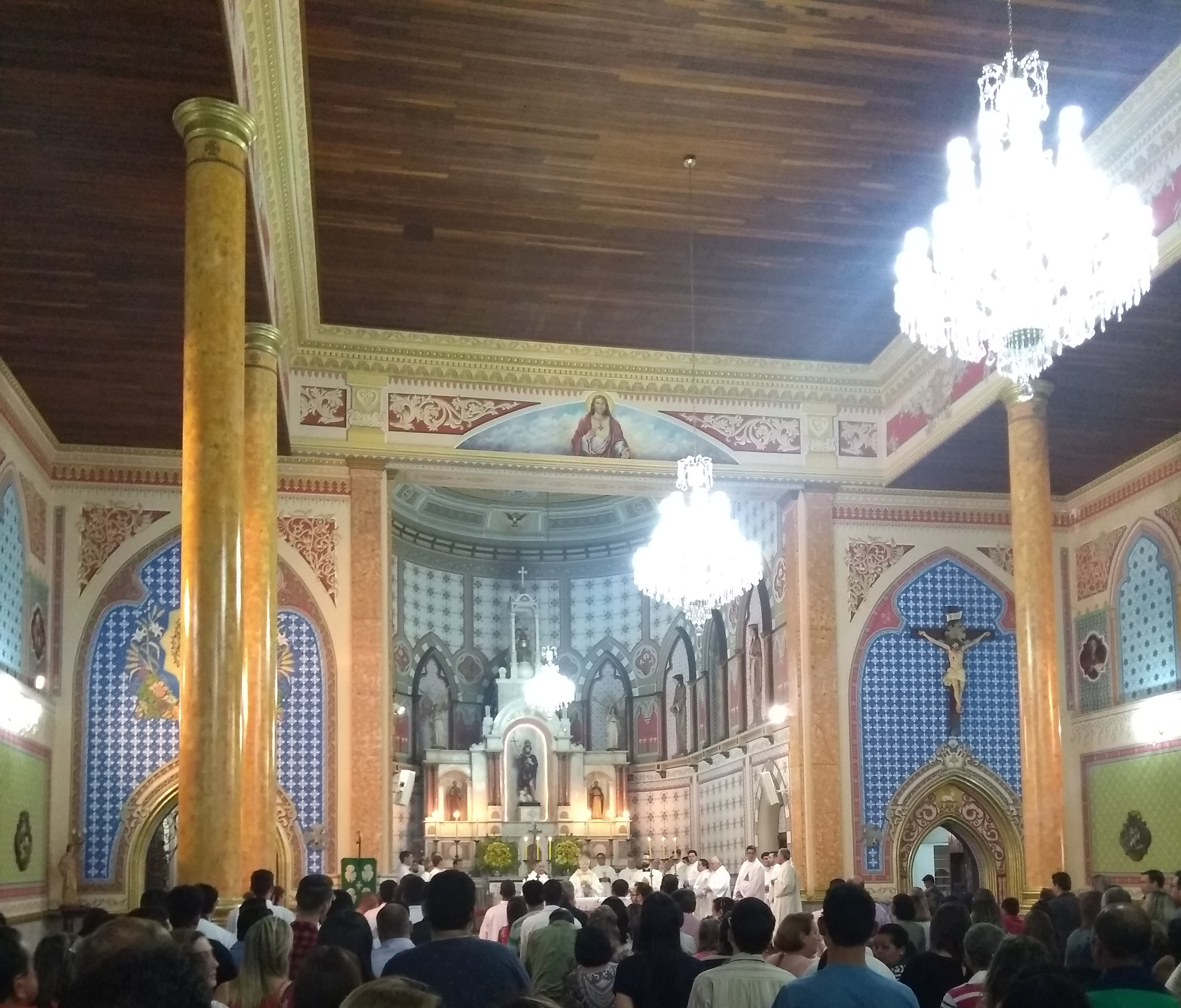
Interior da catedral durante a celebração de uma missa.

Em seu interior há importantes obras, como altares de mármore de carrara, lustres de cristal, vidros belgas, pinturas parietais e vitrais.

## Vandalismo
Na madrugada de 5 de agosto de 2023, ocorreu um ato de vandalismo contra a catedral. As imagens das câmeras de segurança mostram dois adolescentes se aproximando da escultura de um anjo, que fica na lateral externa da igreja, e arranca-lhe um dos braços. A imagem é centenária, tendo sido esculpida em 1912. Eles também jogaram garrafas na porta do templo. Como é tombada como patrimônio histórico, a restauração do anjo exige a presença de profissionais qualificados, segundo o padre Claudemir Aparecido Canela, pároco. Os vândalos, que não tiveram os nomes divulgados, foram identificados pela polícia dois dias depois. O pároco da catedral afirmou que está "aguardando quais procedimentos a tomar", e que "espera que as famílias desses vândalos paguem ou arquem com os gastos de restauração da escultura".